# Su Nuraxi
Su Nuraxi di Barumini (pronunciat Su Nuragi) és la denominació oficial donada per la Unesco a un jaciment arqueològic de la cultura dels nurags a l'illa de Sardenya (Itàlia), declarat el 1997 Patrimoni de la Humanitat.

## Descripció
Considerada pels arqueòlegs el major de tota Sardenya, el jaciment dels nurags denominat Su Nuraxi (en sard campidanès: 'Su Nuraxi'), sorgeix a l'oest del centre habitat de Barumini, entre el marge occidental del Sarcidano i de la Marmilla. Es troba sobre una alçada que domina l'àmplia plana, a 238 msnm, i es destaca inconfusiblement sobre el perfil horitzontal de l'altiplà basàltic de la Giara de Gesturi, situat poc després, cap al nord.
Es tracta d'un gran nurag del tipus compost, construït en diferents èpoques històriques, entre els segles XIII i VI aC, al voltant d'una torre central (nurag simple). Als seus peus s'estén un poblat de cabanes rodones. Tot el complex arqueològic es va excavar per complet -entre el 1949 i el 1956- per l'arqueòleg baruminés Giovanni Lilliu. Sota la seva direcció, els treballs d'excavació han permès recuperar les diverses fases de la construcció del nurag i del poble que l'envoltava, confirmant la continuïtat de la vida en tot el complex fins al segle iii, és a dir, en època romana.
Si bé no hi ha consens sobre la funció dels nurags, la interpretació clàssica, defensada per Lilliu i recollida a la fitxa de la Unesco és que constitueix una fortalesa, el centre de la qual era a més la regia, és a dir la residència del rei o cap del clan. Fins i tot en el cas que la funció inicial no fos militar podia haver-la adquirida posteriorment, sobretot al s.VIII aC, en el context de les guerres amb els ocupants cartaginesos.
Tota l'estructura és exemple clàssic de nurag quadrilobulat. Està constituït per un nurag de torre amb falsa cúpula edificat al voltant dels anys 1100-1050 aC, al qual es van adossar, uns 300 anys més tard, quatre torres disposades en els quatre punts cardinals, unides per murs massissos i deixant dins el recinte un pati descobert amb una cisterna. La torre central tenia tres cambres amb tholos superposades, unides per una escala en espiral encaixada dins el mur, i assolia una alçada superior al 18,5 m.
A la segona meitat del segle viii aC, els amplis bastions que unien entre si les torres van ser reforçats, recobrint-los a l'exterior amb un nou mur ciclopi adossat. L'entrada a la reggia es va traslladar al nord-est i es va edificar un nou recinte de torres unides per una muralla ciclòpia encerclant tant el nurag quadrilobat com el poble que s'havia bastit al seu voltant en l'endemig. El poble es componia d'una cinquantena de cabanes, edificades amb planta circular amb gruixuts murs de pedra seca i recobertes amb teulada de fusta i palla.
Durant els segles VII-VI aC, la reggia va ser saquejada i destruïda pels cartaginesos. Posteriorment s'hi establí un nou poblat, amb cases construïdes amb pedra més petita i sovint amb més d'una estança, que va ser habitat fins a l'època romana abans de ser abandonada definitivament durant el segle iii.